# Leichtathletik-Weltmeisterschaften 2022/Teilnehmer (Malta)
| Goldmedaillen | Silbermedaillen | Bronzemedaillen |
| ------------- | --------------- | --------------- |
| —             | —               | —               |

Malta nahm an den Leichtathletik-Weltmeisterschaften 2022 in Eugene mit einer Athletin teil.

## Ergebnisse

### Frauen

#### Sprung/Wurf
| Athletin         | Disziplin  | Qualifikation | Qualifikation | Finale     | Finale |
| Athletin         | Disziplin  | Weite/Höhe    | Platz         | Weite/Höhe | Platz  |
| ---------------- | ---------- | ------------- | ------------- | ---------- | ------ |
| Claire Azzopardi | Weitsprung | 5,79 m        | 12            | DNQ        | DNQ    |